# Andalusien-Rundfahrt 2016
Die 62. Ruta del Sol 2016 ist ein Straßenradrennen in Spanien. Das Etappenrennen findet in der Region von Andalusien/Südspanien und fand vom 17. bis zum 21. Februar 2016 statt und war Teil der UCI Europe Tour 2016 und war dort in der Kategorie 2.1 eingestuft.

## Teilnehmende Mannschaften
| WorldTeams (10)- BMC Racing Team - Dimension Data - Giant-Alpecin - IAM Cycling - Lotto NL-Jumbo - Lotto-Soudal - Movistar Team - Sky - Tinkoff - Trek-Segafredo Professional Continental Teams (10)- Caja Rural-Seguros RGA - CCC Sprandi Polkowice - Cofidis, Solutions Crédits - Direct Énergie - Funvic Soul Cycles-Carrefour - Gazprom-RusVelo - Roompot-Oranje Peloton - Southeast-Venezuela - Topsport Vlaanderen-Baloise - Wanty-Groupe Gobert Continental Teams (4)- Burgos-BH - Euskadi Basque Country-Murias - Matrix Powertag - Stradalli-Bike Aid |
| |

## Etappen
| Etappe    | Datum    | Etappenorte                                 | type              | Länge (km) | Etappensieger      | Gesamtführender    |
| --------- | -------- | ------------------------------------------- | ----------------- | ---------- | ------------------ | ------------------ |
| 1. Etappe | 17. Feb. | Almonaster la Real – Sevilla                | Hügelige Etappe   | 165,2      | Daniele Bennati    | Daniele Bennati    |
| 2. Etappe | 18. Feb. | Palomares del Rio – Córdoba                 | Hügelige Etappe   | 186,3      | Nacer Bouhanni     | Nacer Bouhanni     |
| 3. Etappe | 19. Feb. | Monachil – Padul                            | Hügelige Etappe   | 157,9      | Oscar Gatto        | Ben Swift          |
| 4. Etappe | 20. Feb. | Alhaurín de la Torre – Alhaurín de la Torre | Einzelzeitfahren  | 21         | Tejay van Garderen | Tejay van Garderen |
| 5. Etappe | 21. Feb. | San Roque – Alto de Peñas Blancas           | Hochgebirgsetappe | 171        | Alejandro Valverde | Alejandro Valverde |

## Wertungsübersicht
| Etappe         | Etappensieger      | Gesamtwertung ·    | Bergwertung ·  | Sprintwertung · | Punktewertung · | Teamwertung                |
| -------------- | ------------------ | ------------------ | -------------- | --------------- | --------------- | -------------------------- |
| 1              | Daniele Bennati    | Daniele Bennati    | Imanol Estevez | Jérôme Baugnies | Daniele Bennati | Cofidis, Solutions Crédits |
| 2              | Nacer Bouhanni     | Nacer Bouhanni     | Imanol Estevez | Jérôme Baugnies | Nacer Bouhanni  | Cofidis, Solutions Crédits |
| 3              | Oscar Gatto        | Ben Swift          | Damiano Caruso | Jérôme Baugnies | Ben Swift       | Tinkoff                    |
| 4              | Tejay van Garderen | Tejay van Garderen | Damiano Caruso | Jérôme Baugnies | Ben Swift       | BMC Racing Team            |
| 5              | Alejandro Valverde | Alejandro Valverde | Damiano Caruso | Jérôme Baugnies | Ben Swift       | BMC Racing Team            |
| Wertungssieger | Wertungssieger     | Alejandro Valverde | Damiano Caruso | Jérôme Baugnies | Ben Swift       | BMC Racing Team            |